# Tetrix tartara
Tetrix tartara är en insektsart som först beskrevs av Bolívar, I. 1887.  Tetrix tartara ingår i släktet Tetrix och familjen torngräshoppor.

## Underarter
Arten delas in i följande underarter:
- T. t. subacuta
- T. t. tartara